# Львовская братская школа

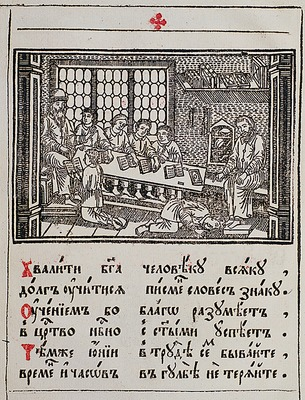
Урок в школе. Гравюра из «Букваря славенскими, греческими, римскими писмены»

Львовская братская школа — учебное заведение XVII века, старейшая высшая школа на территории сегодняшней Украины, основанная Львовским Успенским братством во Львове (Русское воеводство, Речь Посполитая) между 1574—1586 годами.
Школа возникла при поощрении антиохийского патриарха Иоакима V. Константинопольский патриарх Иеремия II в особой грамоте в 1590-х годов предписывал, что во Львове должна быть школа братства Успения Пресвятой Богородицы, а в ней дети благочестивых и православных христиан должны учиться Священному Писанию, славянскому и греческому языкам и т.д. Решением Берестейского (Брестского) Собора от 24 июня 1594 г., Львовская братская школа была подчинена непосредственно киевскому Митрополиту. Также и польский король Сигизмунд III грамотой от 13 октября 1592 г. предоставил братству право иметь высшую школу и, кроме того, исключительное право печатать и продавать славяно-русские книги и свободно управлять своими делами.
Среди основателей школы при львовской Свято-Успенской православной церкви были активные мещане и деятели Львовского братства: Арсений Элассонский, Кирилл Транквиллион-Ставровецкий, Стефан Зизаний, Юрий Рогатинец, Иван Рогатинец, Иван Красовский, Константин Корнякт и др. Значительные пожертвования школе сделал гетман запорожских казаков П. Сагайдачный. Среди ректоров и преподавателей школы в разное время были известные учëные, писатели, поэты и просветители: Стефан Зизаний и его брат Лаврентий Зизаний, Иов Борецкий, Памво Берында, Исаия Трофимович-Козловский, Сильвестр Коссов, Фёдор Касиянович, Василий Ушакевич и др.
Организация учебного процесса Львовской братской школы, зафиксированная в школьном уставе 1586 года «Порядок школьный», стала образцом для других братских школ — учебных заведений на территориях исторической Руси (теперь — территории Украины, Белоруссии, Польши, Словакии, государств Прибалтики) XVII—XVIII веков. Школьный устав предусматривал демократические основы организации школьного процесса, запрещавшего учителям относиться к «бедным ученикам» хуже, чем к сыновьям из богатых семей. Устав определял режим учебной деятельности учащихся и очерчивал круг их обязанностей, а также обязонности учителей, родителей и опекунов.
На учëбу в школу принимались преимущественно дети львовских ремесленников и купцов, но были также дети шляхетского сословия и князей из других городов и сëл, например, воеводич (сын воеводы) молдавских земель Пётр Могила. Младшие школьники изучали грамоту (умение читать и писать), старшие («студенты») изучали старославянский, греческий и латинский языки, грамматику, риторику, поэтику, элементы философии, диалектику, а также арифметику, геометрию, начала астрономии, богословие и музыку.
Школа сыграла существенную роль в развитии хорового пения и школьного театра на Украине.
В 1591 году учениками Львовской братской школы под руководством её первого ректора Арсения Элассонского была напечатана греческо-церковнославянская грамматика «Адельфотес. Грамматіка доброглаголиваго еллинословенскаго языка. Совершеннаго искусства осми частей слова. Ко наказанїю многоименитому Російському роду».
В начале XVII века Львовское братство приняло решение учредить ещё одну школу при Свято-Онуфриевском монастыре, подчинив её ректору Львовской братской школы. Руководители школы стремились превратить её в учебное заведение высшего уровня, но во 2-й половине XVII в. школа пришла в упадок. Новый подъём школы был связан с переходом по совету Петра I Львовского братства в особую унию с Ватиканом, однако в 1780-х годах прекратила вместе Львовским братством своё существование, преобразовавшись в Ставропигийский институт.
Львовская братская школа оказала значительное влияние на развитие образования не только на Украине, но и в Белоруссии, Молдавии, Валахии и других странах. В её стенах была воспитана целая плеяда выдающихся общественных и культурных деятелей XVII века.